# Načešice
Načešice település Csehországban, a Chrudimi járásban. Načešice Hošťalovice, Heřmanův Městec, Holotín, Kostelec u Heřmanova Městce, Vyžice és Stojice településekkel határos. Lakosainak száma 657 fő (2024. január 1.).

## Népesség
A település lakosságának változását az alábbi diagram mutatja:
| Lakosok száma | 632  | 690  | 680  | 482  | 507  | 520  | 594  | 619  | 652  | 657  |
|               | 1869 | 1890 | 1921 | 1950 | 1980 | 2001 | 2017 | 2019 | 2022 | 2024 |